# Melissa Pagnotta
Melissa Pagnotta, född 22 september 1988, är en kanadensisk taekwondoutövare.
Pagnotta tävlade för Kanada vid olympiska sommarspelen 2016 i Rio de Janeiro, där hon slutade på delad 7:e plats i mellanvikt.